# ساوت‌فیلد (میشیگان)
ساوت‌فیلد، میشیگان (به انگلیسی: Southfield, Michigan) یک شهر در ایالات متحده آمریکا با جمعیت ۷۱٬۷۳۹ نفر است که در میشیگان واقع شده‌است.